# Auxanommatidia pilifemur
Auxanommatidia pilifemur är en tvåvingeart som beskrevs av Borgmeier 1925. Auxanommatidia pilifemur ingår i släktet Auxanommatidia och familjen puckelflugor. Inga underarter finns listade i Catalogue of Life.